# まさか、私が
『まさか、私が』（まさかわたしが）は、東海テレビ制作・フジテレビ系列で、1991年10月7日～12月27日に放送された昼ドラである。

## 概要
52歳の熟女である主人公の物語。

## キャスト
- 北原美和子:日色ともゑ[1]
- 達也:北詰友樹[1]
- 北原夏子:マッハ文朱[1]
- 北原巧一郎:早川保
- 北原史乃:風見章子
- 可代:入江若葉[1]
- 北原隆:黒田勇樹
- 末吉:立原博
- 良:石井洋祐

## スタッフ
- 演出：大西博彦
- 演出補：白川士
- 記録：上出悦子
- プロデューサー：宇野博之（東宝）、大西博彦（東海テレビ）、針生宏
- スチール：大野博史
- 脚本：永井愛[1]、吉村ゆう[1]、友澤晃（現・友澤晃一）[1]
- 音楽：八幡茂
- 音響効果：堀尾守央
- 美術デザイン：金子幸雄
- 美術制作：斉田時雄
- 大道具：東宝ビルト
- 小道具：高津映画装飾
- 装飾：未来企画
- 衣裳：東宝コスチューム
- 衣裳協力：ナイトウェア ㈱オオノ、青山「伊万里」、東レ・ディプロモード、近文商事、大磯産業、株式会社マッスィーモ
- ヘア・メイク：ユミビュアクス
- 造園：和泉園
- 技術：桜井茂
- カメラ：水間淳一
- 照明：紺野淳一
- 音声：稲田環
- VE：石田伸夫
- 編集：佐藤雅之
- スタジオ：目黒スタジオ
- 制作：東海テレビ放送[1]、東宝株式会社
- 協力：東通

## テーマ曲
- 『愛・メモリー』
  - 作詞：及川眠子 / 作曲：ザ・ベンチャーズ / 編曲：桜庭伸幸 / 歌：鹿島とも子
  - レーベル：東芝EMI（TODT-2723）